# Acroceras diffusum
Acroceras diffusum är en gräsart som beskrevs av Liang Chi Chia. Acroceras diffusum ingår i släktet Acroceras och familjen gräs. Inga underarter finns listade i Catalogue of Life.